# Арктическая воздушная масса
Арктическая воздушная масса (сокр. АВМ; англ. Arctic air mass) — воздушная масса, которая формируется над пространствами Северного Ледовитого океана и арктическими островами, а зимой также и над крайними северными территориями материков, которые сильно выдвинуты к северу. Характеризуется низкими температурами, малым влагосодержанием и большой прозрачностью.
Вторгаясь в низкие широты, АВМ создает более или менее резкие похолодания — волны холода. Прогреваясь при движении к югу над морем, а в тёплое время года над сушей, АВМ приобретает неустойчивую стратификацию в нижних слоях с образованием облаков и осадков конвекции.